# Erhard Wunderlich
Erhard "Sepp" Wunderlich (Augsburgo, 14 de dezembro de 1956 – Colônia, 4 de outubro de 2012) foi um jogador de handebol alemão. Ganhou medalha de prata nos Jogos Olímpicos de Verão de 1984 e medalha de ouro no Campeonato Mundial de Handebol Masculino de 1978.

## Clube
- ?-1976: FC Augsburg
- 1976-1983: VfL Gummersbach
- 1983-1984: FC Barcelona
- 1984-1989: TSV Milbertshofen
- 1989-1991: VfL Bad Schwartau